# Tim Cook
Timothy Donald Cook (født 1. november 1960 i Mobile, Alabama) er nuværende CEO (adm. direktør) for Apple Inc. Han har arbejdet for Apple siden marts 1998, hvor han var SVP (senior vice præsident) for Worldwide Operations, også som EVP (fungerende vicepræsident) of Worldwide Sales and Operations. Tim Cook overtog Steve Jobs' direktørstilling i august 2011 grundet Steve Jobs' kræftsygdom. 
Tim Cook var i 2012 den bedst betalte administrerende direktør i verden. I 2012 tjente han sammenlagt 378 mio. dollars - det svarer til 2,06 mia. danske kroner.

## Karriere
Tim Cook gik på Robertsdale High School og dimitterede med en bachelorgrad i industrial engineering fra Auburn University i 1982. Han tog derefter en MBA-overbygning (Master of Business Administration), som han fik i 1988.
Inden Tim Cook kom indenfor dørene hos Apple Inc., arbejdede han 12 år hos IBM som fungerende direktør for North American Fulfillment. Han var VP (vicepræsident) for Corporate Materials i Compaq i 7 måneder.

## Barndom
Tim Cook blev født 1. november 1960, og voksede efterfølgende op i Robertsdale, Alabama. Hans far var værftarbejder og moderen farmaceut.